# 키스트관코과일박쥐
키스트관코과일박쥐(Nyctimene keasti)는 큰박쥐과에 속하는 박쥐의 일종이다. 바바르 제도와 타님바르 제도, 카이 제도에서 발견된다.

## 특징
보통 크기의 박쥐로 전완장이 58~68.3mm이고 꼬리 길이가 18~25.4mm, 몸무게가 최대 30g이다. 등 쪽 털은 황갈색을 띠고 목과 가슴, 배 쪽은 갈색빛 노랑이지만 히체 쪽은 불그스레한 갈색이다. 암컷이 좀더 밝은 색을 띤다. 등 쪽 줄무늬 폭은 최대 3.5mm에 불과하고 올리브 갈색으로 등 쪽 아래 절반 정도까지 이어진다.

## 분포 및 서식지
순다 열도와 말루쿠 제도의 토착종이다. 해발 최대 1,000m 이하의 무화과나무속과 에리트리나속, 나한송속, 자귀나무속 식물이 자라는 이차림에서 서식한다.

## 아종
3종의 아종이 알려져 있다.
- N. k. keasti - 카이 제도의 카이 케칠, 카이 둘라, 카이브사르섬, 반다 제도 반다 네이라
- N. k. babari (Bergmans, 2001) - 바바르섬, 플로레스섬
- N. k. tozeri (Kitchener, 1995) - 타님바르 제도 얌데나섬, 세랄루